# Lingadahalli, Sampgaon
Lingadahalli là một làng thuộc tehsil Sampgaon, huyện Belgaum, bang Karnataka, Ấn Độ.